# I Prevail/Diskografie
Diese Diskografie ist eine Übersicht über die musikalischen Werke des US-amerikanischen Post-Hardcore-Band I Prevail. Den Schallplattenauszeichnungen zufolge hat sie bisher mehr als 5,9 Millionen Tonträger verkauft, davon alleine in ihrer Heimat über 5,5 Millionen. Die erfolgreichste Veröffentlichung ist die Single Blank Space mit mehr als einer Million verkauften Einheiten.

## Alben

### Studioalben
| Jahr | Titel Musiklabel            | Höchstplatzierung, Gesamtwochen, AuszeichnungChartplatzierungen (Jahr, Titel, Musiklabel, Platzierungen, Wochen, Auszeichnungen, Anmerkungen) | Höchstplatzierung, Gesamtwochen, AuszeichnungChartplatzierungen (Jahr, Titel, Musiklabel, Platzierungen, Wochen, Auszeichnungen, Anmerkungen) | Höchstplatzierung, Gesamtwochen, AuszeichnungChartplatzierungen (Jahr, Titel, Musiklabel, Platzierungen, Wochen, Auszeichnungen, Anmerkungen) | Höchstplatzierung, Gesamtwochen, AuszeichnungChartplatzierungen (Jahr, Titel, Musiklabel, Platzierungen, Wochen, Auszeichnungen, Anmerkungen) | Höchstplatzierung, Gesamtwochen, AuszeichnungChartplatzierungen (Jahr, Titel, Musiklabel, Platzierungen, Wochen, Auszeichnungen, Anmerkungen) | Höchstplatzierung, Gesamtwochen, AuszeichnungChartplatzierungen (Jahr, Titel, Musiklabel, Platzierungen, Wochen, Auszeichnungen, Anmerkungen) | Anmerkungen                                                |
| Jahr | Titel Musiklabel            | DE | AT | CH | UK | US | Rock | Anmerkungen                                                |
| ---- | --------------------------- | --- | --- | --- | --- | --- | --- | ---------------------------------------------------------- |
| 2016 | Lifelines Fearless Records  | — | — | — | UK72 (1 Wo.)UK | US15 Gold · (5 Wo.)US | Rock5 (17 Wo.)Rock | Erstveröffentlichung: 21. Oktober 2016 Verkäufe: + 540.000 |
| 2019 | Trauma Fearless Records     | DE32 (2 Wo.)DE | AT38 (1 Wo.)AT | CH58 (1 Wo.)CH | UK60 (1 Wo.)UK | US14 (3 Wo.)US | Rock2 (4 Wo.)Rock | Erstveröffentlichung: 29. März 2019 Verkäufe: + 40.000     |
| 2022 | True Power Fearless Records | DE28 (1 Wo.)DE | AT42 (1 Wo.)AT | CH50 (1 Wo.)CH | UK96 (1 Wo.)UK | US48 (1 Wo.)US | Rock11 (1 Wo.)Rock | Erstveröffentlichung: 19. August 2022                      |

### EPs
| Jahr | Titel Musiklabel           | Höchstplatzierung, Gesamtwochen, AuszeichnungChartplatzierungen (Jahr, Titel, Musiklabel, Platzierungen, Wochen, Auszeichnungen, Anmerkungen) | Höchstplatzierung, Gesamtwochen, AuszeichnungChartplatzierungen (Jahr, Titel, Musiklabel, Platzierungen, Wochen, Auszeichnungen, Anmerkungen) | Höchstplatzierung, Gesamtwochen, AuszeichnungChartplatzierungen (Jahr, Titel, Musiklabel, Platzierungen, Wochen, Auszeichnungen, Anmerkungen) | Höchstplatzierung, Gesamtwochen, AuszeichnungChartplatzierungen (Jahr, Titel, Musiklabel, Platzierungen, Wochen, Auszeichnungen, Anmerkungen) | Höchstplatzierung, Gesamtwochen, AuszeichnungChartplatzierungen (Jahr, Titel, Musiklabel, Platzierungen, Wochen, Auszeichnungen, Anmerkungen) | Höchstplatzierung, Gesamtwochen, AuszeichnungChartplatzierungen (Jahr, Titel, Musiklabel, Platzierungen, Wochen, Auszeichnungen, Anmerkungen) | Anmerkungen                                                                          |
| Jahr | Titel Musiklabel           | DE | AT | CH | UK | US | Rock | Anmerkungen                                                                          |
| ---- | -------------------------- | --- | --- | --- | --- | --- | --- | ------------------------------------------------------------------------------------ |
| 2014 | Heart vs. Mind Eigenverlag | — | — | — | — | US88 (1 Wo.)US | Rock9 (4 Wo.)Rock | Erstveröffentlichung: 17. Dezember 2014 Wiederveröffentlichung über Fearless Records |

## Singles
| Jahr | Titel Album                  | Höchstplatzierung, Gesamtwochen, AuszeichnungChartplatzierungen (Jahr, Titel, Album, Platzierungen, Wochen, Auszeichnungen, Anmerkungen) | Höchstplatzierung, Gesamtwochen, AuszeichnungChartplatzierungen (Jahr, Titel, Album, Platzierungen, Wochen, Auszeichnungen, Anmerkungen) | Höchstplatzierung, Gesamtwochen, AuszeichnungChartplatzierungen (Jahr, Titel, Album, Platzierungen, Wochen, Auszeichnungen, Anmerkungen) | Höchstplatzierung, Gesamtwochen, AuszeichnungChartplatzierungen (Jahr, Titel, Album, Platzierungen, Wochen, Auszeichnungen, Anmerkungen) | Höchstplatzierung, Gesamtwochen, AuszeichnungChartplatzierungen (Jahr, Titel, Album, Platzierungen, Wochen, Auszeichnungen, Anmerkungen) | Höchstplatzierung, Gesamtwochen, AuszeichnungChartplatzierungen (Jahr, Titel, Album, Platzierungen, Wochen, Auszeichnungen, Anmerkungen) | Anmerkungen                                                                           |
| Jahr | Titel Album                  | DE | AT | CH | UK | US | Rock | Anmerkungen                                                                           |
| ---- | ---------------------------- | --- | --- | --- | --- | --- | --- | ------------------------------------------------------------------------------------- |
| 2014 | Blank Space Heart vs. Mind   | — | — | — | — | US90 Platin · (1 Wo.)US | Rock9 (20 Wo.)Rock | Erstveröffentlichung: 10. November 2014 Verkäufe: + 1.035.000; Original: Taylor Swift |
| 2016 | Scars Lifelines              | — | — | — | — | US— GoldUS | Rock39 (1 Wo.)Rock | Erstveröffentlichung: 1. Juli 2016 Verkäufe: + 540.000                                |
| 2016 | Stuck in Your Head Lifelines | — | — | — | — | US— GoldUS | Rock40 (1 Wo.)Rock | Erstveröffentlichung: 12. August 2016 Verkäufe: + 535.000                             |
| 2016 | Alone Lifelines              | — | — | — | — | US— GoldUS | Rock25 (15 Wo.)Rock | Erstveröffentlichung: 21. Oktober 2016 Verkäufe: + 500.000                            |
| 2017 | Come and Get It Lifelines    | — | — | — | — | US— GoldUS | — | Erstveröffentlichung: 13. Mai 2017 Verkäufe: + 500.000                                |
| 2019 | Bow Down Trauma              | — | — | — | — | US— GoldUS | Rock32 (7 Wo.)Rock | Erstveröffentlichung: 26. Februar 2019 Verkäufe: + 535.000                            |
| 2019 | Breaking Down Trauma         | — | — | — | — | US— GoldUS | Rock24 (23 Wo.)Rock | Erstveröffentlichung: 26. Februar 2019 Verkäufe: + 500.000                            |
| 2019 | Paranoid Trauma              | — | — | — | — | — | Rock49 (1 Wo.)Rock | Erstveröffentlichung: 18. März 2019                                                   |
| 2019 | Hurricane Trauma             | — | — | — | — | — | Rock33 (6 Wo.)Rock | Erstveröffentlichung: 26. Februar 2019                                                |
| 2020 | Every Time You Leave Trauma  | — | — | — | — | US— GoldUS | Rock42 (5 Wo.)Rock | Erstveröffentlichung: 21. Juli 2020 feat. Delaney Jane                                |
| 2022 | Bad Things True Power        | — | — | — | — | — | Rock37 (2 Wo.)Rock | Erstveröffentlichung: 12. Juli 2022                                                   |
| 2023 | Deep End True Power          | — | — | — | — | — | Rock34 (1 Wo.)Rock | Erstveröffentlichung: 16. März 2023                                                   |

Weitere Singles
- 2014: Love, Lust, and Liars
- 2014: The Enemy
- 2017: Lifelines
- 2020: Hurricane (Reimagined)
- 2020: Feel Something (mit Illenium & Excision)
- 2020: DOA (feat. Joyner Lucas)
- 2022: Body Bag
- 2022: Self-Destruction
- 2022: There’s Fear in Letting Go
- 2023: Closure
- 2024: Can U See Me in the Dark (mit Halestorm)
- 2024: Hate This Song (mit All Time Low)

## Musikvideos
- 2014: Blank Space
- 2014: Love, Lust, and Liars
- 2014: The Enemy
- 2015: Crossroads
- 2016: Scars
- 2016: Stuck in Your Head
- 2017: Come and Get It
- 2017: Lifelines
- 2017: Alone
- 2017: Already Dead
- 2018: Rise
- 2019: Bow Down
- 2019: Breaking Down
- 2019: Paranoid
- 2019: Hurricane
- 2019: Gasoline
- 2019: Hurricane (Pt. 2)
- 2020: DOA (feat. Joyner Lucas)
- 2020: Every Time You Leave (feat. Delaney Jane)
- 2022: Body Bag
- 2022: Bad Things
- 2022: Self-Destruction
- 2022: There’s Fear in Letting Go
- 2023: Deep End

## Statistik

### Chartauswertung
|                     | DE    | AT    | CH    | UK    | US    | Rock       |
| ------------------- | ----- | ----- | ----- | ----- | ----- | ---------- |
| Nummer-eins-Alben   | DE—DE | AT—AT | CH—CH | UK—UK | US—US | Rock—Rock  |
| Top-10-Alben        | DE—DE | AT—AT | CH—CH | UK—UK | US—US | Rock1Rock  |
| Alben in den Charts | DE2DE | AT2AT | CH2CH | UK3UK | US4US | Rock12Rock |

|                       | DE    | AT    | CH    | UK    | US     | Rock      |
| --------------------- | ----- | ----- | ----- | ----- | ------ | --------- |
| Nummer-eins-Singles   | DE—DE | AT—AT | CH—CH | UK—UK | US1US  | Rock—Rock |
| Top-10-Singles        | DE—DE | AT—AT | CH—CH | UK—UK | US2US  | Rock3Rock |
| Singles in den Charts | DE—DE | AT—AT | CH—CH | UK2UK | US20US | Rock3Rock |

### Auszeichnungen für Musikverkäufe
| Goldene Schallplatte - Australien - 2021: für die Single Scars - 2023: für die Single Hurricane (Reimagined) - 2024: für die Single Blank Space - 2024: für die Single Bow Down - 2024: für die Single Come and Get It - 2024: für das Lied Gasoline - 2024: für die Single Stuck in Your Head - Kanada - 2021: für das Album Lifelines - 2021: für die Single Scars - 2021: für die Single Stuck in Your Head - 2023: für das Album Trauma - 2023: für das Lied Gasoline - Vereinigte Staaten - 2025: für das Lied Gasoline |

Anmerkung: Auszeichnungen in Ländern aus den Charttabellen bzw. Chartboxen sind in ebendiesen zu finden.
| Land/RegionAuszeichnungen für Musikverkäufe (Land/Region, Auszeichnungen, Verkäufe, Quellen) | Gold       | Platin  | Verkäufe  | Quellen         |
| -------------------------------------------------------------------------------------------- | ---------- | ------- | --------- | --------------- |
| Australien (ARIA)                                                                            | 7× Gold7   | —       | 245.000   | aria.com.au     |
| Kanada (MC)                                                                                  | 5× Gold5   | —       | 200.000   | musiccanada.com |
| Vereinigte Staaten (RIAA)                                                                    | 9× Gold9   | Platin1 | 5.500.000 | riaa.com        |
| Insgesamt                                                                                    | 21× Gold21 | Platin1 |           |                 |